# Robert Moszyński
Robert Grzegorz Moszyński (ur. 25 maja 1964 w Warszawie) – polski chemik, profesor nauk chemicznych.

## Życiorys
Absolwent Uniwersytetu Warszawskiego. Od 1986 pracuje na tej uczelni, od 2006 jest kierownikiem Pracowni Chemii Kwantowej Wydziału Chemii UW. Stopień doktora nauk chemicznych uzyskał w 1993, a w 1998 został doktorem habilitowanym nauk chemicznych. Postanowieniem Prezydenta RP z 29 sierpnia 2005 otrzymał tytuł profesora nauk chemicznych. Odbywał staże na takich uczelniach jak m.in.: Max-Planck-Institute fur Astrophysic, University of Paris VI i University of California. Członek Polskiego Towarzystwa Chemicznego, Polskiego Towarzystwa Fizycznego, Międzynarodowego Stowarzyszenia Teoretycznej Chemii Fizycznej. Laureat Nagrody Prezesa Rady Ministrów 1999 za rozprawę habilitacyjną. W 2012 otrzymał subsydium Fundacji na rzecz Nauki Polskiej w ramach programu „Mistrz”. Autor ponad 100 publikacji.